# The Fool's Game
The Fool's Game è un cortometraggio muto del 1916 diretto da Robert B. Broadwell.

## Produzione
Il film fu prodotto dalla Centaur Film Company.

## Distribuzione
Distribuito dalla Mutual Film il film - un cortometraggio in due bobine - uscì nelle sale cinematografiche USA il 15 luglio 1916.